# Laajasalon Palloseura
Laajasalon Palloseura, oftmals LPS abgekürzt, ist ein finnischer Fußballverein aus dem Helsinkier Stadtteil Laajasalo.

## Geschichte
Laajasalon Palloseura wurde am 11. September 1978 gegründet, um dem Fußball auf der den Stadtteil Laajasalo ausmachenden Inselgruppe eine organisierte Struktur zu geben. Die Wettkampfmannschaft trat ab 1979 zunächst im unterklassigen lokalen Ligabereich Helsinkis an. 1999 stieg der Klub parallel zum zwanzigjährigen Jubiläum der Aufnahme des Ligaspielbetriebs in die seinerzeit viertklassige Kolmonen als höchste regional organisierte Spielklasse auf. Nach der Jahrtausendwende platzierte sich die Mannschaft dort im vorderen Tabellenbereich und stieg 2003 als Staffelsieger in die drittklassige Kakkonen auf. Dort hielt sie sich bis zum Wiederabstieg zehn Spielzeiten, 2017 gelang der erneute Aufstieg. In der vom Suomen Palloliitto organisierten Spielklasse verpasste sie dieses Mal jedoch mit nur einem Saisonsieg und fünf Punkten als abgeschlagenes Tabellenschlusslicht den Klassenerhalt und etablierte sich in der Folge auf dem vierten Spielniveau. Nach der Einführung der Ykkösliiga als neuer zweithöchster Spielklasse 2024 wurde die Kolmonen und damit die Mannschaft zurückgestuft.
Seit 2021 nimmt Laajasalon Palloseura zudem mit einer Frauschaft am entsprechenden Ligaspielbetrieb teil.